# Petrell antàrtic
El petrell antàrtic (Thalassoica antarctica) és una espècie d'ocell de la família dels procel·làrids (Procellariidae) que cria al continent Antàrtic i que no arriba mai molt al nord del glaç flotant. És l'única espècie del gènere Thalassoica (Johann Friedrich Gmelin, 1789).
Nia a penya-segats i roques lliures de neu prop de la costa o a les illes costaneres. S'alimenta principalmentde krill, però també de peixos i calamars.
Té una àmplia distribució i no es coneix cap amenaça. Es classifica com a risc mínim a la Llista Vermella de la UICN.